# 北野町 (名古屋市)
北野町（きたのちょう）は、愛知県名古屋市西区の地名。

## 歴史

### 町名の由来
覚鳳寺に天満堂（聖天堂）という建物があり、その中にある菅公石の下面に彫られた「井伊掃部守祈願所、近江彦根北野寺現住実堂云々」という文字に由来するとされる。

### 沿革
- 1878年（明治11年） - 名古屋村の一部により、名古屋区北野町が成立[3]。元は薬師裏町と称していたとされる[2]。
- 1889年（明治22年）10月1日 - 名古屋市成立により、同市北野町となる[3]。
- 1908年（明治41年）4月1日 - 西区成立により、同区北野町となる[3]。
- 1980年（昭和55年）10月12日 - 西区城西二丁目・花の木一丁目にそれぞれ編入され消滅[3]。